# Death Unlimited
Death Unlimited è il terzo full-length della band melodic death metal Norther.

La versione giapponese dell'album contiene la bonus track Tornado of Souls (Megadeth cover).

## Tracce
1. "Nightfall" − 0:45
2. "Deep Inside" − 3:25
3. "Death Unlimited" − 4:38
4. "Chasm" − 4:16
5. "Vain" − 4:34
6. "A Fallen Star" − 5:30
7. "The Cure" − 4:43
8. "Day of Redemption" − 6:35
9. "Beneath" − 2:24
10. "Hollow" − 3:51
11. "Nothing" − 5:57
12. "Going Nowhere" − 4:22

## Formazione
- Petri Lindroos - voce death, chitarra
- Kristian Ranta - chitarra, voce
- Jukka Koskinen -Basso
- Tuomas Planman - tastiere
- Toni Hallio - batteria